# Dekanija Kozje - Rogatec - Šmarje pri Jelšah
Dekanija Kozje - Rogatec - Šmarje pri Jelšah je dekanija Škofije Celje, ki je nastala 1. septembra 2021 z združitvijo dotedanje Dekanije Kozje, Dekanije Rogatec in Dekanije Šmarje pri Jelšah.

## Župnije
1. Buče
2. Dobje pri Planini
3. Dramlje
4. Kalobje
5. Kostrivnica
6. Kozje
7. Olimje
8. Pilštanj
9. Planina pri Sevnici
10. Podčetrtek
11. Podsreda
12. Polje ob Sotli
13. Ponikva
14. Prevorje
15. Rogaška Slatina
16. Rogatec
17. Sladka Gora
18. Slivnica pri Celju
19. Sv. Ema
20. Sv. Florijan ob Boču
21. Sv. Peter na Kristan Vrhu
22. Sv. Peter pod Svetimi gorami
23. Sv. Rok ob Sotli
24. Sv. Štefan
25. Sv. Vid pri Planini
26. Šentjur pri Celju
27. Šentvid pri Grobelnem
28. Šmarje pri Jelšah
29. Zagorje
30. Zibika
31. Žusem

## Dekani
- Damjan Ratajc (1. september 2021 –)